# Acte pour l'abolition des droits et devoirs féodaux dans le Bas-Canada
L'Acte pour l'abolition des droits et devoirs féodaux dans le Bas-Canada ou Acte Seigneurial de 1854 est une loi de la Province du Canada abolissant le régime seigneurial dans le Bas-Canada (aujourd'hui le Québec). 
|  |